# Gisela Silva Encina
Gisela Silva Encina (1921 - 31 de julio de 2015) fue una historiadora, escritora y política chilena.

## Actividad política
En los años de 1950 formaría parte de los Círculo Femenino “Isabel la Católica” formados por el Instituto Chileno de Cultura Hispánica como consejera de la junta ejecutiva y posteriormente secretaria, en este daría clases 2 para obtener un beca por parte de la Sección Femenina de la FET de las Jons, esta se llamaría "Historia Contemporánea, El Estado Español, Secc. Femenina". En 1968 participaría en la junta de firmas del Movimiento de Acción Democrática para que el expresidente Jorge Alessandri se postulara en las elecciones de 1970.
Luego de haber pertenecido al grupo Patria y Libertad, siendo parte del primer consejo político de la organización, se uniría a la División de Organizaciones Civiles y Secretaria Nacional de la Mujer, en esta última ocuparía el puesto de Asesora Política, el cual se encargaba del diseño de proyectos y actividades de esta. En 1975 fue junto con la Secretaría Nacional de la Secretaría Nacional de la Mujer, Carmen Grez fueron invitadas a España por Pilar Primo de Rivera, Delegada Nacional de la Sección Femenina, en esta reunión ambas organizaciones establecerían lazos de amistad y cooperación, pero también buscado por parte del gobierno militar una orientación ideológica. Este último desarrollo en su estancia en la División de Organizaciones Civiles, en la cual participó en el denominado "comité creativo" de la organización junto a Gastón Acuña Mac-Lean, Enrique Campos Menéndez, Antal Lipthay, Jaime Celedón, Pedro Ewing y Álvaro Puga Cappa.
Su carrera política dentro del gobierno terminaría luego de una disputa entre Lucía Hiriart y ella.

## Obras

### Artículos
- Silva Encina, Gisela (1980). «La Familia y Sus Valores Tradicionales». Cuadernos de Difusión (Secretaria Nacional de la Mujer) (5).
- Silva Encina, Gisela (2 de septiembre de 1992). «Chile, tres siglos de guerra». El Mercurio.
- Silva Encina, Gisela (2005). «Salvador Allende. Antisemitismo y eutanasia». Humanitas: Revista de antropología y cultura cristiana (39): 615-616. ISSN 0717-2168.
- Silva Encina, Gisela (2007). «Isabel la Católica, Reina de España». Revista de la Sociedad de Historia de Concepción (6): 18.
- Silva Encina, Gisela (2007). «A 50 años del levantamiento de Hungría». Humanitas: Revista de antropología y cultura cristiana 12 (45): 120-123. ISSN 0717-2168.
- Silva Encina, Gisela (2006). «Del laicismo a la guerra y al martirio». Humanitas: Revista de antropología y cultura cristiana 11 (43): 501-521. ISSN 0717-2168.
- Silva Encina, Gisela (2004). «Santa Maravillas de Jesús: Teresa rediviva». Humanitas: Revista de antropología y cultura cristiana 9 (33): 120-123. ISSN 0717-2168.

### Libros
- Silva Encina, Gisela (1985). Jorge Alessandri: su pensamiento político. Andrés Bello.
- Silva Encina, Gisela (1985). URSS: ¿Reencuentro con Dios? Reportaje a una realidad desconocida. Editorial Andrés Bello.
- Silva Encina, Gisela (1999). Sin derechos humanos. Zig Zag. ISBN 978-956-12-1317-3.
- Silva Encina, Gisela (2005). María, camina con nosotros. Ayuda a la Iglesia que Sufre.
- Silva Encina, Gisela (2007). Miguel Krassnoff: prisionero por servir a Chile. Maye. ISBN 9568433112.

### Traducciones
- Solzhenitsyn, Alexander (1990). Cuentos en Miniatura Y Otros. Andrés Bello.
- Verne, Julio (1999). Un capitán de quince años. Andrés Bello. ISBN 978-956-13-1173-2.
- Stevenson, Robert Louis (1999). La isla del tesoro. Andrés Bello. ISBN 978-956-13-0810-7.
- Stowe, Harriet Beecher (2000). La cabaña del tío Tom. Editorial Andrés Bello. ISBN 978-956-13-1166-4.
- Verne, Julio (2002). Un Capitan De Quince Anos / Captain at Fifteen. Panamericana Pub Llc. ISBN 978-958-30-0687-6.
- Malot, Héctor (2010). Sin familia. Ediciones Tricahue. ISBN 978-956-13-0550-2.